# Yoshiki Fukuyama
Yoshiki Fukuyama (福山 芳樹, Fukuyama Yoshiki; nascido em 14 de setembro de 1963[carece de fontes?]) é um cantor e compositor japonês. Ficou internacionalmente conhecido por seu trabalho no anime Macross 7, onde ele fazia a parte musical (voz e guitarra) do protagonista, Basara Nekki. Atualmente ele tem uma carreira de sucesso com seus projetos solo e como membro da banda JAM Project.

## Carreira

### Primeiros anos
Yoshiki Fukuyama nasceu em Tóquio e cresceu em Kamakura. Aos 5 anos, começou a ter aulas de piano. Ele e seu futuro companheiro de banda, Toshiyuki Furuya, tiveram o mesmo professor de piano.[carece de fontes?] Apesar de já ter interesse pela música, no ensino médio ele participou do clube de futebol e judô. Pouco tempo depois, descobriu Queen e The Beatles, o que despertou seu interesse em tocar guitarra. No ensino médio, Fukuyama foi membro de uma banda tributo ao Queen chamada "他" (hoka), que significa "outro" em japonês. A banda teria esse nome porque era frequentemente listada como “outros” nas listas de shows.

### Primeiros shows: 1982 a 2000 e Macross 7
Na faculdade, Yoshiki Fukuyama, Toshiyuki “Rocky” Furuya e vários amigos formaram a banda Doolin Dalton (mais tarde alterada para Dalton Kougyou), frequentemente tocando músicas dos The Eagles e bandas semelhantes. Fukuyama tocou baixo e dividiu a posição vocal principal com Furuya. Fukuyama também tocou guitarra e cantou com a banda de comédia rock Kirenjaku. Embora ocasionalmente cantasse com Kirenjaku, o colega de banda Takeshi Yamaguchi executou a maior parte dos vocais principais da banda. Kirenjaku gravou um EP de quatro músicas. Fukuyama e Furuya, junto com vários outros amigos formaram a banda Maps.
Em 1988, o Maps evoluiu para a banda Humming Bird, pela qual Fukuyama é frequentemente lembrado. Humming Bird tocou uma mistura de rock e folk com raízes no hard rock and roll das décadas de 1960 a 1980, como Queen ou The Beatles. Inicialmente, o Humming Bird tinha apenas dois membros oficiais: Yoshiki Fukuyama na guitarra e voz e Toshiyuki Furuya no baixo e voz. A escalação final da banda foi definida em 1992 com a adição oficial de Shoichiro Aso na bateria. Humming Bird teve um sucesso moderado, tendo lançado nove álbuns antes de se separar em maio de 2000.[carece de fontes?]
Yoshiki Fukuyama foi o vocalista e guitarrista do personagem principal Basara Nekki no anime Macross 7 . Fukuyama, Chie Kajiura, Tomo Sakurai e vários músicos de estúdio gravaram vários álbuns de músicas que foram usadas no anime. Na maioria das vezes, o trabalho foi meramente creditado a Fire Bomber (banda fictícia do anime), embora o nome de Fukuyama apareça nos créditos de composição de várias canções. Além disso, ele e sua banda, Humming Bird, estão listados na seção “Obrigado” de todos os créditos do álbum Fire Bomber.

### Dos anos 2000 até o presente
Fukuyama começou sua carreira solo depois da Humming Bird. Fukuyama ocasionalmente se junta a Masato Ushijima para formar a dupla de folk/rock Wild Vox. Eles gravaram um álbum, Yasei no Kaze, que foi lançado em abril de 2002. Em 2003, Yoshiki Fukuyama juntou-se ao supergrupo de música de anime JAM Project . Em 2006, Yoshiki Fukuyama lançou seu single de grande sucesso "Makka na Chikai" (真赤な誓い). A música alcançou a posição #33 na parada semanal da Oricon e ficou nas paradas por 12 semanas. É seu single solo mais vendido até o momento. Neste ano, ele fez um show solo em Taipei, Taiwan, com uma duração de duas horas. Em 2009, para o 15.º aniversário de Macross 7, Fire Bomber lançou um álbum de estúdio intitulado Re.Fire . O álbum alcançou a 16.ª posição no Oricon 300 e permaneceu nessa parada por um total de sete semanas. No início de 2011, Fukuyama anunciou que estava gravando um novo álbum de estúdio e lançou Synapse em 6 de abril daquele ano.
Após um concerto do 25.º aniversário da Macross, Fukuyama e o ator Nobutoshi Kanna uniram forças para realizar vários concertos juntos. Desde a produção de Macross 7, os dois trabalharam juntos retratando o personagem Basara Nekki. Kanna atuou e Fukuyama cantou e tocou guitarra. Eles consideraram o nome Basaras para sua dupla, mas decidiram por Fukujin, que foi criado pela combinação do primeiro kanji de seus respectivos sobrenomes. De vez em quando, conforme suas agendas ocupadas permitem, eles cantam juntos no palco e criam uma série de transmissões de rádio na internet chamada Fukujin Tsuke. Em 23 de novembro de 2008, Fukujin realizou seu primeiro concerto internacional em Taipei, Taiwan.

## Vida pessoal
Após uma apresentação em 9 de junho em Osaka, o músico foi ao hospital por conta de uma dor de cabeça severa e teve de realizar uma cirurgia para hemorragia subaracnoidea. Ele recebeu alta em julho.

## Discografia

### Álbuns de estúdio da Humming Bird
1. [21 de junho de 1991] Humming Bird
2. [21 de abril de 1993] Timeless
3. [07/1995] EGM Live
4. [21 de dezembro de 1995] Pick Up
5. [6 de março de 1996] 1.2.3
6. [20 de março de 1996] Shukufuku to Namida
7. [21 de maio de 1997] A Piece of Cake
8. [21 de maio de 1998] Shukufuku to Namida - relançamento do CD
9. [21 de maio de 1998] Pick Up - relançamento do CD
10. [21 de julho de 1998] Humming Bird - relançamento do CD
11. [21 de julho de 1998] Timeless - relançamento do CD
12. [3 de março de 1999] Unsweet
13. [24 de maio de 2000] Happy Birthday - Best and Live Anthology

### Álbuns de estúdio de Macross 7
1. [7 de junho de 1995] Let's Fire!!
2. [21 de outubro de 1995] Second Fire!!
3. [16 de dezembro de 1995] Karaoke Fire!!
4. [23 de outubro de 1996] Acoustic Fire!!
5. [21 de janeiro de 1998] Dynamite Fire!!
6. [7 de abril de 1999] Ultra Fire!!
7. [21 de maio de 2005] Let's Fire!! - relançamento do CD
8. [21 de maio de 2005] Second Fire!! - relançamento do CD
9. [25 de maio de 2005] Fukuyama Fire ~A Tribute to Nekki Basara~
10. [21 de maio de 2008] Karaoke Fire! relançamento do CD
11. [25 de junho de 2008] Acoustic Fire!! relançamento do CD
12. [25 de junho de 2008] Ultra Fire!! relançamento do CD
13. [26 de junho de 2008] Dynamite Fire!! - relançamento do CD

### Álbuns de estúdio originais
1. [22 de agosto de 2003] Sakebu Otoko no Shouzou
2. [9 de julho de 2004] Jungle Lady
3. [12 de abril de 2006] Allegory
4. [22 de agosto de 2007] Yellow House
5. [26 de julho de 2008] REBIRTH DAY
6. [30 de março de 2011] SYNAPSE
7. [27 de abril de 2011] 20 FLIGHT ROCK ~YOSHIKI FUKUYAMA SELECTED WORKS~[3]

### Singles
1. [21 de maio de 1991] Happy birthday (HummingBird)
2. [21 de fevereiro de 1992] Kanashimi wa doko kara (HummingBird)
3. [21 de setembro de 1993] Ima wa ikiru hito he (HummingBird)
4. [2 de novembro de 1994] Seventh Moon (Fire Bomber)
5. [10 de abril de 1995] Heart and Soul (Fire Bomber)
6. [23 de abril de 1997] Ride on the night (HummingBird)
7. [22 de outubro de 1997] Dream Jack (HummingBird)
8. [17 de dezembro de 1997] Dynamite explosion (Fire Bomber)
9. [21 de novembro de 1998] Lookin' for the rainbow (HummingBird)
10. [1 de setembro de 1999] Get free (HummingBird)
11. [21 de outubro de 1999] Hikarinaki yoru wo yuke (HummingBird)
12. [21 de setembro de 2002] King Gainer over!
13. [22 de novembro de 2006] Makka na chikai!
14. [28 de maio de 2008] Work Guy!!
15. [27 de maio de 2010] Kemono ni nare!
16. [21 de maio de 2014] Nue no Mori